# Meeting Open Méditerranée 2014
Navigation
2013 2015
Le Meeting Open Méditerranée 2014 (MOM 2014) est la troisième édition du Meeting Open Méditerranée, une manifestation sportive française de natation qui se tient dans les infrastructures du Cercle des nageurs de Marseille.

## Résultats

### Tableau d'honneur
|                   | Messieurs               | Messieurs      | Dames                  | Dames          |
| Épreuve           | Nageur                  | Résultat       | Nageur                 | Résultat       |
| ----------------- | ----------------------- | -------------- | ---------------------- | -------------- |
| 50 m nage libre   | Yoris Grandjean         | 23 s 02        | Francesca Halsall      | 24 s 38        |
| 100 m nage libre  | Mehdy Metella           | 49 s 99        | Francesca Halsall      | 54 s 07        |
| 200 m nage libre  | Robbie Renwick          | 1 min 48 s 41  | Charlotte Bonnet       | 1 min 57 s 61  |
| 400 m nage libre  | James Guy               | 3 min 47 s 75  | Jazmin Carlin          | 4 min 05 s 56  |
| 800 m nage libre  | Daniel Fogg             | 8 min 01 s 86  | Mireia Belmonte Garcia | 8 min 23 s 45  |
| 1500 m nage libre | Marc Sanchez Torrens    | 15 min 17 s 54 | Mireia Belmonte Garcia | 16 min 22 s 79 |
| 50 m dos          | Liam Tancock            | 25 s 48        | Georgia Davies         | 28 s 09        |
| 100 m dos         | Magnus Jakupsson        | 56 s 85        | Georgia Davies         | 1 min 00 s 45  |
| 200 m dos         | William Harrison        | 2 min 04 s 14  | Lauren Quigley         | 2 min 11 s 13  |
| 50 m brasse       | Andy Weatheritt         | 28 s 12        | Jessica Vall Montero   | 32 s 35        |
| 100 m brasse      | Giacomo Perez-Dortona   | 1 min 01 s 91  | Jessica Vall Montero   | 1 min 09 s 35  |
| 200 m brasse      | Giacomo Perez-Dortona   | 2 min 18 s 20  | Jessica Vall Montero   | 2 min 28 s 10  |
| 50 m papillon     | Mehdy Metella           | 24 s 08        | Francesca Halsall      | 26 s 12        |
| 100 m papillon    | Mehdy Metella           | 52 s 95        | Francesca Halsall      | 58 s 21        |
| 200 m papillon    | Carlos Peralta Gallego  | 2 min 00 s 42  | Judit Ignacio Sorribes | 2 min 09 s 92  |
| 200 m 4 nages     | Daniel Skaaning         | 2 min 03 s 59  | Mireia Belmonte Garcia | 2 min 14 s 04  |
| 400 m 4 nages     | Alejandro Garcia Martin | 4 min 23 s 34  | Mireia Belmonte Garcia | 4 min 42 s 63  |